# Tåsjö församling
Tåsjö församling är en församling i Norra Jämtlands kontrakt i Härnösands stift. Församlingen ingår i Strömsunds pastorat och ligger i Strömsunds kommun i Jämtlands län i Ångermanland.

## Administrativ historik
Församlingen bildades 1772 genom en utbrytning ur Fjällsjö församling. 
Församlingen var till 1838 annexförsamling i pastoratet Ramsele, Helgum, Fjällsjö, Edsele och Tåsjö som från 1799 även omfattade Bodums församling. Från 1836 till 1838 annexförsamling i pastoratet Ramsele, Fjällsjö, Edsele, Tåsjö och Bodum. Från 1838 till 1902 annexförsamling i pastoratet Bodum, Fjällsjö och Tåsjö. Från 1902 till 2009 eget pastorat. Församlingen ingår sedan 2009 i Strömsunds pastorat.

## Kyrkoherdar
| 1903- | Nils Gustaf Helmer Edén | 1863– |  |

## Kyrkor
- Tåsjö kyrka